# Új-zélandi ásólúd
Az új-zélandi ásólúd (Tadorna variegata) a madarak osztályának lúdalakúak (Anseriformes) rendjébe, ezen belül a récefélék (Anatidae) családjába, a tarkalúdformák (Tadorninae) alcsaládjába tartozó faj.

## Előfordulása
Új-Zéland szigetein és a Stewart szigeten igen elterjedt faj, egyike Új-Zéland azon kevés bennszülött madarainak, amelyeknek nem ártott az ember tevékenysége. Kóborlásai során eljut Ausztráliába is. A természetes élőhelye mérsékelt övi füves puszták, tengerparti árapály övezet, édesvizű tavak, folyók és patakok környéke.

## Megjelenése
Testhossza 65-70 centiméter, testtömege 2 kilogrammnál is nagyobb lehet. 
|  |  |

Úgy fest, mint egy túlságosan nagyra nőtt esetlen réce. A nemek színezete eltérő, a hímet sötétbarna fejéről és tollazatáról lehet felismerni. A tojó rozsdabarna tollazata a vörös ásólúdéra (Tadorna ferruginea) emlékeztet, feje és nyaka azonban hófehér.
Repüléskor mindkét nemnél feltűnő a szárnyak alsó és felső kis fedőtollainak fehér színe.
Egyedülálló a madárvilágban, hogy csak a tojó cseréli le nászruháját, a hím nem. A költési időszakon kívül a tojó tolla sokkal sötétebb.

## Életmódja
Védett tengeröblökben és folyótorkolatokban, a víz közelében él, de kis hegyi patakoknál és pocsolyáknál is előfordul. 
Bokros pusztákon is fészkel.
Általában párban látni, a párok nagyobb csoportokon belül is együtt maradnak.

## Szaporodása
A párok életük végéig együtt maradnak és költéskor nagyobb territóriumot védelmeznek, a fészkek ezért magányosan állnak.
A költési időszak rendszerint augusztustól januárig tart. 
a fészkeket üregekbe építik, például Faodvakba, sziklahasadékokba, föld alatti lyukakba, de kidőlt fák alá is. 
Az 5-15 tojásból álló fészekaljat többnyire egy béleletlen, lapos mélyedésbe rakják, amit utána pehelytollakkal párnáznak ki. 
A tojó egyedül kb. 30-35 napig költ, kikelés után a vízhez vezeti fiókáit és továbbra is velük törődik. A hím a közelben őrködik.